# Jean Bertius
Pour les articles homonymes, voir Bertius.
Jean Bertius (en religion Césaire de Saint-Bonaventure), né à Leyde en 1615 et décédé le 27 octobre 1662 à Malte, est un prêtre carme déchaux français, d'origine hollandaise, fondateur de la mission de son Ordre dans les Provinces-Unies.

## Biographie

### En famille
Jean Bertius est né à Leyde en 1615, de Pierre Bertius et Marie-Anne Keuschelin. En 1620, à la suite de démêlés avec les théologiens calvinistes, son père s'est exilé en France et est devenu géographe de Louis XIII: il revient au catholicisme. Des six enfants de la famille, trois entreront chez les carmes déchaux. Jean réalisera la fondation de la mission hollandaise, et Abraham, devenu Pierre de la Mère de Dieu, y organisera des conférences religieuses. Quant au troisième, Paul de Jésus-Marie, il se destinera à la mission d'Alep et mourra à Tripoli le 10 novembre 1643.

### En formation
Admis au noviciat de Charenton, Jean fait profession le 18 juillet 1632, sous le nom de Césaire de Saint-Bonaventure. Au terme d'une dizaine d'années de formation dans différents couvents parisiens, il s'ouvre à ses supérieurs de son désir de rentrer dans son pays d'origine pour œuvrer à la conversion des Hollandais. Le prieur provincial, Bernard de Saint Joseph, lui permet alors de se rendre à Rome, pour y plaider sa cause auprès du préposé général, Paul-Simon Rivarola. Cependant, la mort de celui-ci en 1644, puis un différend entre la province française et la province flandro-belge quant à la juridiction sur la future mission de Hollande, vont obliger Césaire à différer la réalisation de son projet, jusqu'en 1647, année où le chapitre général décide de soumettre la nouvelle mission au définitoire général et d'y envoyer des religieux provenant des deux provinces, les Belges ayant l'avantage de parler le néerlandais, et les Français celui de ne pas être officiellement engagés dans la lutte entre les Pays-Bas espagnols et les Provinces-Unies.

### En Hollande
En 1647, Césaire se rend à Bois-le-Duc, accompagné de son frère, Pierre de la Mère-de-Dieu, afin de s'initier aux conditions de son futur apostolat. Il y rencontre des Dominicains, des Franciscains et des Jésuites, qui lui expliquent comment s'effectue leur ministère clandestin. Le doyen de la cathédrale, en l'absence de l'évêque, lui donne l'autorisation de confesser et de prêcher. Au terme d'une retraite à l'ermitage de la Marlagne, établi par les déchaux non loin de Namur, Césaire, habillé en civil, franchit la frontière hollandaise, enfreignant la loi qui interdisait alors aux prêtres et religieux catholiques de s'introduire aux Pays-Bas. Entré par Nimègue, il se rend successivement à Arnhem, Utrecht, Amsterdam, Haarlem et Leyde, avant de rencontrer à La Haye l'ambassadeur de France, lequel lui promet la protection de Louis XIV. Dix ans durant, Césaire travaillera dans la clandestinité à regagner au catholicisme ceux que l'Église catholique considérait comme des hérétiques ou des apostats.

### En France et à Malte
L'aventure hollandaise se terminera toutefois aux environs de 1657, à la suite des intrigues menées par la marquise de Francoso, femme de l'ambassadeur du Portugal, qui, après avoir hébergé Césaire et s'être mise sous sa direction spirituelle, n'a pas supporté d'entendre celui-ci réclamer sa liberté. Elle sollicite alors l'ambassadeur d'Espagne, le nonce apostolique et le coadjuteur, archevêque d'Éphèse (de) ipi, tant et si bien que l'ambassadeur de France conseille au carme de quitter le pays, s'il ne veut pas devenir la cause involontaire d'une véritable affaire d’État. C'est désormais Pierre de la Mère de Dieu qui remplacera son frère aux postes de Leyde, La Haye et Amsterdam. Revenu en France, Césaire demeurera trois ans à Amiens, en qualité de prieur. Il sera ensuite nommé directeur du séminaire des missions à Malte, où il meurt le 27 octobre 1662, brisé par la vie de privations menée dans les Provinces-Unies.

## Postérité
A Malte les Hospitaliers de l'ordre de Saint-Jean de Jérusalem des langues de France, d'Auvergne et de Provence sont profondément édifiés par son zèle apostolique et la sainteté de ses mœurs. Ils assisteront aux obsèques du père Césaire, et commanderont même son portrait, actuellement conservé au couvent de Cospicua. Quelques années plus tard, le carme déchaux Louis de Sainte-Thérèse, visiteur de l'Ordre, racontera sa vie et lui rendra hommage dans son Histoire de la mission des carmes déchaussés en Hollande. Outre Pierre de la Mère-de-Dieu, Vincent de Saint-Louis Stalpaert et Pierre de-la-Croix (Van Valkenissen) continueront son œuvre en terre hollandaise. Les carmes déchaux y continueront la mission catholique jusqu'à la Révolution française, à l'issue de laquelle seul le poste de Leiderdorp aura survécu. 
Il convient de souligner également que, durant son séjour dans les Provinces-Unies, Césaire a publié des ouvrages de piété et de controverse, comme ce Traité du Saint-Sacrement de l'Eucharistie, dans lequel il expose, en se basant sur l'Écriture sainte, les théories de la transsubstantiation, de la présence réelle et de la défense faite aux fidèles de communier sous les deux espèces. Ce sujet a été choisi en réponse aux objections calvinistes, mais la piété eucharistique a aussi fait l'objet d'un ouvrage de Pierre de la Mère-de-Dieu, sur base d'une œuvre d'Alexandre Roger, l'un des résidents, au XVIIe siècle, du Désert de Marlagne.